# لانگلن (شلسویگ-هولشتاین)
لانگلن (به آلمانی: Langeln) یک شهر در آلمان است که در Pinneberg واقع شده‌است. لانگلن ۵۱۴ نفر جمعیت دارد.